# Governatore della Gagauzia
Il governatore dell'Entità Territoriale Autonoma di Gagauzia (in romeno Guvernatorul Unitatea Teritorială Autonomă Găgăuzia; Template:Gagauzo; in russo Главы Автономного территориального образования Гагаузия?, Glavy Avtonomnogo territorial'nogo obrazovanija Gagauzija) è la massima carica politica della Gagauzia e siede come membro ex-officio nel Consiglio dei ministri della Moldavia.

## Capo del Soviet Supremo
- Stepan Topal (31 ottobre 1990 - 1º dicembre 1991)

## Presidente della Repubblica Gagauza
- Stepan Topal (1º dicembre 1991 - 19 giugno 1995)

## Governatore
- Gheorghe Tabunșcic (19 giugno 1995 - 24 settembre 1999)
- Dumitru Croitor (24 settembre 1999 - 10 luglio 2002)
- Ivan Kristioglo (10 luglio 2002 - 26 luglio 2002)[1]
- Gheorghe Mollo (26 luglio 2002 - 9 novembre 2002)
- Gheorghe Tabunșcic (9 novembre 2002 - 29 dicembre 2006)
- Mihail Formuzal (29 dicembre 2006 - 15 aprile 2015)
- Irina Vlah (15 aprile 2015 - 19 luglio 2023)
- Evghenia Gutul (19 luglio 2023 - in carica)